# Tea for Two
«Tea for Two» («Чай на двоих», «Чай вдвоём») — песня из американского мюзикла «No, No, Nanette» (англ.), джазовый стандарт. Впервые песня была исполнена на премьере мюзикла, которая состоялась в Детройте в апреле 1924 года, первые исполнители — Луиза Груди и Джек Баркер. Всемирную известность песня приобрела в исполнении Дорис Дэй (в одноимённом мюзикле, 1950).
Авторы песни — Винсент Юманс (музыка) и Ирвинг Сизар (слова). «Tea for Two» считается одной из их самых запоминающихся песен. Сезар написал её текст за 5 минут и больше в стихи не вносил никаких изменений.
Американский историк Эндрю Лэм (англ. Andrew Lamb) считает, что песня «Tea for Two», «возможно, олицетворяет дух того десятилетия» (англ. may epitomize the spirit of the decade).
Книга Hit Songs, 1900—1955: American Popular Music of the Pre-Rock Era так описывает сюжет этой песни:
Текст припева призывает нас „представить тебя на моей коленке, чай только на двоих и [только] двое на чай“. Эти двое влюблённых хотят, чтобы никто их не видел и не слышал, они даже не хотят, чтобы их друзья и родственники заходили в гости и даже [не хотят,] чтобы те знали их телефон. Они планируют создать семью (прим. перев.: растить детей) и жить долго и счастливо.

## Рецепция
В 1927 году Д. Д. Шостакович, прослушав грампластинку с аудиозаписью песни «Tea for two», оркестровал её. Свою оркестровку он назвал «Таити-Трот» и выделил ей отдельный опус (op. 16). В 1929 году Шостакович включил «Таити-Трот» в музыку своего балета «Золотой век» (первая постановка в 1930 году).
В 1950 году в США вышел музыкальный фильм «Tea for two», где песню исполнила Дорис Дэй — сольно и в дуэте с Гордоном Макреем. Обе эти фонограммы быстро распространились в Европе и считаются наиболее известными «аутентичными» исполнениями песни Юманса.
Песня многократно использовалась в различных художественных контекстах. Джазовые обработки «Tea for two» записывали Арт Тейтум (1933), Джанго Рейнхардт (1937), Дейв Брубек (1949), Бад Пауэлл (1950), Телониус Монк (1963) и другие. 
Во французском кинофильме «Большая прогулка» (1966) английские пилоты насвистывают мелодию песни, а затем в сцене в парижской турецкой бане мотив песни «Tea for Two» выполняет роль пароля для встречи.
В 1983 году песня (под названием "Таити-трот") была исполнена в СССР Андреем Мироновым, с русским текстом Константина Подревского.
Мелодия (с другим текстом: «Айболит, в лесу свои законы…») используется в мультфильме Гарри Бардина «Серый Волк энд Красная Шапочка».